# Aphrodite (canción de Kylie Minogue)

## Composición
La canción tiene una apertura al estilo world music, que recuerda vagamente a los tambores tribales de «Played-A-Live (The Bongo Song)» de Safri Duo. También fusiona una guitarra eléctrica, un piano y estentóreos y roqueros puentes musicales. La voz de Minogue se muestra con un carácter muy vivaz y enfático durante los estribillos. Los toques pesados de guitarra son reforzados con los tambores. También se incluye tambores de marcha y un intermitente sonido electrónico, al final del primer coro. La mayor energía de voz recae en el coro, durante sus primeras letras: «I'm fierce and I'm feeling mighty, I'm a golden girl, I'm an Aphrodite, alright? [...]» (Soy feroz y me siento poderosa. Soy una chica dorada. Soy una Afrodita, ¿de acuerdo?). La canción tiene un tempo de 113 BPM y una tonalidad de #A.

## Recepción crítica
La canción ha recibido críticas muy positivas. Ian Wade de BBC Music dio una reseña favorable diciendo: «La canción principal es un momento lleno de aplausos alegres y baterías militares, que puede ser el momento de su vida cuando en realidad explota.» Tim Sengra de Allmusic entregó una reseña positiva, mientras hace resaltar la canción como una pista elegida, diciendo que es «uno de los mejores de Kylie, de hecho». Christel Loar de Popmatters describió la canciómo como un momento cumbre, mientas escribe una reseña1 describiendo el material como una «rara representación de una producción perfecta que sólo es puro y simple placer».
Dentro de los gráficos musicales, la canción alcanzó el puesto número en Bélgica.

## Posición en listas
| Gráfico (2011)             | Posición máxima |
| -------------------------- | --------------- |
| Bélgica (Ultratip Flandes) | 6               |

## Créditos y personal
- Kylie Minogue - voz principal
- Nerina Pallot - composición, voces adicionales, productora, guitarra acústica, guitarra eléctrica
- Andy Chatterley - composición, productor, piano, teclado, sintetizador, tambores, ingeniero
- Stuart Prince - productor adicional, teclado adicional, voces adicionales
- Jason Tarver - ingeniero asistente
- Publicado por Chrysalis Music Publishing/Universal Music Publishing

Fuente: